# Aegoceras
Genre
Aegoceras est un genre d'ammonites du Pliensbachien (Jurassique inférieur), appartenant à la famille des liparoceratidés.

## Espèce
- Aegoceras lataecosta, la seule espèce connue, mesurait environ 5 cm de diamètre.